# Karád
Karád là một thị trấn thuộc hạt Somogy, Hungary. Thị trấn này có diện tích 52,38 km², dân số năm 2010 là 1514 người, mật độ 29 người/km².